# Megalastrum dentatum
Megalastrum dentatum är en träjonväxtart som beskrevs av A. Rojas. Megalastrum dentatum ingår i släktet Megalastrum och familjen Dryopteridaceae. Inga underarter finns listade.